# Трилофф, Норберт
Норберт Трилофф (нем. Norbert Trieloff; род. 24 августа 1957, Росток) — немецкий футболист, полузащитник. Выступал за сборную ГДР.

## Карьера
Норберт Трилофф, родившись в Ростоке, начал свою карьеру в 1972 году в молодёжном составе берлинского «Динамо». Через два года он подписывает контракт с основной командой клуба и добивается больших успехов с ней. Трилофф играл в составе команды, который десять сезонов подряд выигрывал титул чемпиона ГДР. Всего Трилофф сыграл более двухсот игр за клуб, в которых он забил соперникам тринадцать мячей.
После тринадцати лет в составе этого клуба он переходит в другой берлинский футбольный клуб «Унион», в составе которого он завершает карьеру в 1989 году.

## Сборная
Трилофф с 1980 года играл в составе сборной ГДР. Он восемнадцать раз выходил на поле в её составе, однако не забил ни одного гола. Он также был в составе сборной на Олимпийских играх 1980 года в Москве, но не выходил на поле.
Он выступал в нескольких матчах отборочного турнира к чемпионат Европы во Франции.

## Достижения
«Динамо» (Берлин)
- Чемпионат ГДР по футболу (9): 1978/79, 1979/80, 1980/81, 1981/82, 1982/83, 1983/84, 1984/85, 1985/86, 1986/87

Сборная ГДР
- Олимпийские игры 1980 года: 1980 (серебро)